# Ларрі Фінк
Лоренс «Ларрі» Дуглас Фінк (нар. 2 листопада 1952 року) — американський бізнесмен-мільярдер. Нинішній голова та генеральний директор BlackRock, американської багатонаціональної корпорації з управління інвестиціями. BlackRock є найбільшою компанією з управління капіталом у світі з більш ніж 10 трильйонами активів в управлінні. У квітні 2022 року статки Фінка оцінювалися в 1 мільярд доларів за версією журналу Forbes. Він входить до складу правління Ради з міжнародних відносин та Всесвітнього економічного форуму.

## Раннє життя та освіта
Фінк народився 2 листопада 1952 року в Лос-Анджелесі. Він виріс одним з трьох дітей у єврейській родині у Ван-Найсі, штат Каліфорнія, де його мати Лайла (1930—2012) була професором англійської мови, а батько Фредерік (1925—2013) — власником взуттєвої крамниці. Він отримав ступінь бакалавра політичних наук в Каліфорнійському університеті в Лос-Анджелесі в 1974 році. Фінк також є членом таємного товариства Kappa Beta Phi. Пізніше він отримав ступінь MBA з нерухомості у Вищій школі менеджменту Андерсона при Каліфорнійському університеті в Лос-Анджелесі в 1976 році.

## Кар'єра

### З 1970 по 2000
Фінк розпочав свою кар'єру в 1976 році в First Boston, нью-йоркському інвестиційному банку, де він був одним з перших трейдерів іпотечних цінних паперів, а згодом очолив відділ облігацій фірми. У First Boston Фінк був членом правління, керуючим директором та співголовою відділу оподатковуваного фіксованого доходу; він також заснував відділ фінансових ф'ючерсів та опціонів і очолював групу іпотечних продуктів та продуктів на ринку нерухомості.
За деякими оцінками, Фінк додав близько 1 мільярда доларів до прибутку First Boston. Він був успішним у банку до 1986 року, коли його відділ втратив 100 мільйонів доларів через неправильний прогноз щодо відсоткових ставок. Цей досвід вплинув на його рішення заснувати компанію, яка б інвестувала гроші клієнтів, а також здійснювала комплексне управління ризиками.
У 1988 році, під корпоративною парасолькою The Blackstone Group, Фінк став співзасновником BlackRock та її директором і головним виконавчим директором. Коли BlackRock відокремився від Blackstone у 1994 році, Фінк зберіг свої посади, які він продовжував займати і після того, як BlackRock став більш незалежним у 1998 році. Серед інших його посад у компанії — голова правління, голова виконавчого та керівного комітетів, голова корпоративної ради та співголова глобального клієнтського комітету. BlackRock стала публічною у 1999 році.

### 2000-ні роки

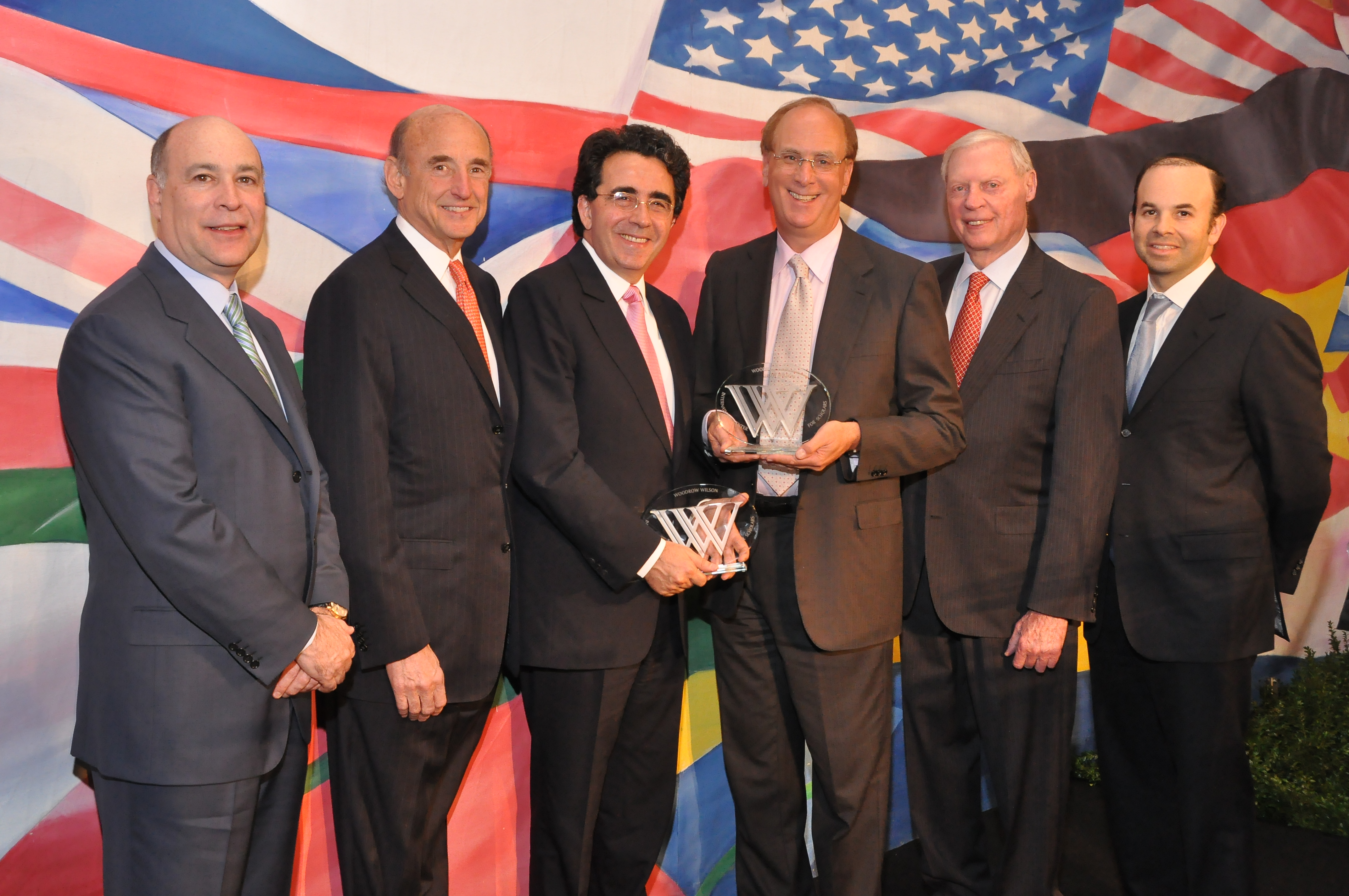
Фінк (третій праворуч) отримує премію Вудро Вільсона у квітні 2010 року

У 2003 році Фінк допоміг домовитися про відставку генерального директора Нью-Йоркської фондової біржі Річарда Грассо, якого широко критикували за його зарплатний пакет у 190 мільйонів доларів. У 2006 році Фінк очолив злиття з Merrill Lynch Investment Managers, яке подвоїло портфель управління активами BlackRock. Того ж року купівля BlackRock житлового комплексу Stuyvesant Town-Peter Cooper Village на Мангеттені за 5,4 мільярда доларів стала найбільшою угодою у сфері житлової нерухомості в історії США. Коли проект закінчився дефолтом, клієнти BlackRock втратили свої гроші, в тому числі Каліфорнійська пенсійна система, яка втратила близько 500 мільйонів доларів.
Уряд США уклав контракт з BlackRock, щоби допомогти країні оговтатися після глобальної фінансової кризи 2008 року. Довготривалі зв'язки Фінка з високопосадовцями викликали питання щодо потенційного конфлікту інтересів у зв'язку з державними контрактами, які надавалися без проведення конкурсних торгів. Контракт BlackRock дозволив Фінку налагодити стосунки з першим міністром фінансів Обами Тімоті Гайтнером та іншими членами команди Обами з відновлення економіки. У 2016 році Фінк сподівався сам стати частиною федерального уряду як міністр фінансів Гілларі Клінтон. У той же час Blackrock найняла на роботу в свою фірму багатьох колишніх призначенців з виконавчої влади. Цей крок зміцнив зв'язок BlackRock з федеральним урядом.
У грудні 2009 року BlackRock придбав Barclays Global Investors, після чого компанія стала найбільшою компанією з управління капіталом у світі. Незважаючи на свій великий вплив, Фінк не є широко відомим публіці, за винятком його регулярних виступів на CNBC. У 2010 році BlackRock виплатив Фінку 23,6 мільйона доларів, а в 2021 році — 36 мільйонів доларів. До 2016 року в управлінні BlackRock було 5 трильйонів доларів, а штат компанії налічував 12 000 співробітників у 27 країнах.
У 2016 році Фінк отримав нагороду ABANA Achievement Award у Нью-Йорку. Цією нагородою відзначають особу, яка є прикладом видатного лідерства в банківській та фінансовій сферах і має прихильність до позитивного професійного співробітництва між США та країнами Близького Сходу і Північної Африки.
У 2018 році Фінк посів 28 місце у списку найвпливовіших людей світу за версією Forbes.
Під час пандемії коронавірусу 2020 року ФРС звернулася до BlackRock за допомогою у придбанні проблемних цінних паперів, як це було у 2008 році.

## Залучення громадськості
Фінк є членом опікунської ради Нью-Йоркського університету, де він обіймає різні посади, в тому числі головує в комітеті з фінансових питань. Він також є співголовою опікунської ради Медичного центру Лангоне при Нью-Йоркському університеті та опікуном Клубу хлопчиків та дівчаток Нью-Йорка. Фінк також є членом правління Фонду Робіна Гуда. У 2009 році Фінк заснував Центр фінансів та інвестицій імені Лорі та Лоренса Фінків в Каліфорнійському університеті в Андерсоні, де наразі є головою правління.
У грудні 2016 року Фінк приєднався до бізнес-форуму, організованого новообраним президентом Дональдом Трампом, щоб надати стратегічні та політичні поради з економічних питань.
У своєму щорічному відкритому листі до генеральних директорів 2018 року він закликав корпорації відігравати активну роль у покращенні навколишнього середовища, працювати над покращенням своїх громад та збільшувати різноманітність своєї робочої сили. Це було сприйнято як свідчення того, що BlackRock, один з найбільших публічних інвесторів, активно впроваджує ці цілі. У своєму відкритому листі 2019 року Фінк заявив, що компанії та їхні керівники повинні заповнити вакуум лідерства, щоб вирішувати соціальні та політичні проблеми, коли уряди не в змозі вирішити ці питання.
Після вбивства Джамаля Хашоґджі в жовтні 2018 року Фінк скасував плани відвідати інвестиційну конференцію в Саудівській Аравії.
У своєму відкритому листі за 2020 рік Фінк оголосив сталість довкілля основною метою майбутніх інвестиційних рішень BlackRock. У цьому листі він пояснив, як клімат стане рушійною силою в економіці, впливаючи на всі її аспекти. В окремому листі до інвесторів він також повідомив, що BlackRock розірве зв'язки з попередніми інвестиціями, пов'язаними з вугіллям та іншими інвестиціями, які мають великий екологічний ризик.
Ларрі Фінк також підтримує Фонд поліції Нью-Йорка, який є групою, що надає фінансову підтримку Департаменту поліції Нью-Йорка. Неприбуткова організація «Колір змін» закликала Фінка відмовитися від участі у Фонді поліції Нью-Йорка після вбивства Джорджа Флойда і подальших загальнонаціональних протестів.

## Особисте життя
Фінк одружений зі своєю дружиною Лорі, його шкільним коханням, з 1974 року. У подружжя троє дітей. Джошуа, їхній старший син, був генеральним директором Enso Capital, нині неіснуючого гедж-фонду, в якому Фінк мав частку. Фінки володіють будинками на Мангеттені, в Північному Салемі, штат Нью-Йорк, та Аспені, штат Колорадо.
Фінк є прихильником Демократичної партії протягом усього життя та її членом.

## Сприйняття громадськості
У своєму щорічному листі до акціонерів у 2018 році Фінк заявив, що інші компанії повинні усвідомлювати свій вплив на суспільство; однак антивоєнні організації були незадоволені заявою Фінка, оскільки його компанія BlackRock є найбільшим інвестором у виробників зброї через свій американський аерокосмічний та оборонний ETF. У вересні 2018 року активіст американської некомерційної організації Code Pink зіткнувся з Фінком на сцені під час Yahoo Finance All Markets Summit.

## Зміна клімату
У грудні 2021 року BlackRock об'єдналася з саудівським менеджером з управління активами, щоб заплатити 15,5 мільярда доларів за купівлю та подальшу оренду газопроводів для Saudi Aramco.
Однак Фінк здебільшого виступав за те, щоб компанії вживали заходів щодо зміни клімату, і у відкритому листі у 2022 році заявив: «Кожна компанія і кожна галузь будуть трансформовані переходом до світу з нульовим рівнем викидів парникових газів. Питання в тому, чи будете ви лідером, чи вас поведуть за собою?».
У 2022 році Фінк був названий одним з головних «кліматичних лиходіїв» США за версією The Guardian через те, що BlackRock наживається на вирубці лісів.

## Нагороди
- 2007, Golden Plate Award Американської академії досягнень[50][51]
- 2015, Премія «Заклик сумління»[52]
- 2015, Золота медаль Американського товариства[53]
- 2016, Медаль Каліфорнійського університету в Лос-Анджелесі[54]
- 2019, Премія Чарльза Шваба за фінансові інновації[55]

## References
1. ↑  Profile: Laurence D. Fink. Forbes. 2010. Архів оригіналу за 6 лютого 2010. Процитовано 26 січня 2010.
2. ↑  Podder, Sohini; Krauskopf, Lewis (14 січня 2022). BlackRock assets cross $10 trillion, revenue slightly misses. Reuters.com. Процитовано 18 січня 2022.
3. 1 2 3 4 5 6 7 8 9 10 11 12  Suzanna Andrews: Larry Fink's $12 Trillion Shadow, Vanity Fair, April 2010
4. ↑  Larry Fink - 2022 Billionaires Net Worth. Forbes (англ.). Процитовано 4 травня 2022.
5. ↑  «Board of Trustees», World Economic Forum
6. ↑  «Laurence Fink: Executive Profile & Biography», Businessweek.
7. 1 2 3 4  Davidson, Andrew; Goldsmith, Marshall (2009). 1000 CEOs. Penguin. ISBN 9780756661243.
8. ↑  The demonisation of BlackRock's Larry Fink. The Economist. ISSN 0013-0613. Архів оригіналу за 27 липня 2023. Процитовано 23 серпня 2023.
9. ↑  Who is Larry Fink? Is He Jewish: His Latest ESG Woe: Saudi Oil Money. coopwb.in. Процитовано 20 серпня 2023.
10. ↑  Roose, Kevin (2014). Young Money: Inside the Hidden World of Wall Street's Post-Crash Recruits. London, UK: John Murray (Publishers), An Hachette UK Company. с. 208. ISBN 978-1-47361-161-0.
11. ↑  CEO Compensation: #55 Laurence D Fink. Forbes. 22 квітня 2009. Процитовано 26 січня 2010.
12. ↑  Wigglesworth, Robin (7 жовтня 2021). The ten trillion dollar man: how Larry Fink became king of Wall St. Financial Times. Архів оригіналу за 28 жовтня 2021. Процитовано 28 жовтня 2021.
13. ↑  Profile: Laurence D. Fink (MBA '76). Fink Center for Finance & Investments. Los Angeles: UCLA. 2010. Архів оригіналу за 24 травня 2012. Процитовано 26 січня 2010.
14. 1 2  «Laurence Fink — News, Articles, Biography, Photos — WSJ.com», Wall Street Journal. Retrieved October 14, 2011.
15. ↑  Corporate History. Архів оригіналу за 17 травня 2012. Процитовано 22 березня 2014.
16. ↑  Andrews, Suzanna. Larry Fink's $12 Trillion Shadow. Vanity Fair (амер.). Процитовано 12 червня 2020.
17. ↑  VerHage, Julie (9 січня 2016). BlackRock's Fink Hoping Hillary is Ticket to Treasury Post. FOXBusiness (амер.). Процитовано 12 червня 2020.
18. 1 2  The BlackRock Revolving Door – BlackRock Transparency Project. blackrocktransparencyproject.org. Архів оригіналу за 12 червня 2020. Процитовано 12 червня 2020.
19. ↑  The Wall Street Journal/Hay Group Survey of CEO Compensation. The Wall Street Journal. 8 травня 2011. Архів оригіналу за 16 жовтня 2011. Процитовано 14 жовтня 2011.
20. ↑  Vandevelde, Mark (14 квітня 2022). BlackRock chief executive Larry Fink's pay rose to $36mn in 2021. Financial Times. Архів оригіналу за 14 квітня 2022. Процитовано 15 квітня 2022.
21. ↑  BlackRock shapes shifts NYTimes, September 16, 2016
22. ↑  About Us | BlackRock. BlackRock (амер.). Процитовано 23 лютого 2018.
23. ↑  2016 ABANA Achievement Award Dinner. ABANA (амер.). Процитовано 23 лютого 2018.
24. ↑  Larry Fink. Forbes (англ.). Процитовано 15 січня 2019.
25. ↑  Zuckerman, Gregory; Lim, Dawn (10 травня 2020). Big Money Managers Take Lead Role in Managing Coronavirus Stimulus. Wall Street Journal (амер.). ISSN 0099-9660. Процитовано 12 червня 2020.
26. ↑  Governance. Robin Hood Foundation. Процитовано 13 січня 2015.
27. ↑  The Laurence and Lori Fink Center for Finance & Investments, Los Angeles, California: UCLA Anderson School of Management, процитовано 22 липня 2017
28. ↑  Board Leadership | UCLA Anderson School of Management. anderson.ucla.edu. Процитовано 15 січня 2019.
29. ↑  Bryan, Bob (2 грудня 2016). Trump is forming an economic advisory team with the CEOs of Disney, General Motors, JPMorgan, and more. Business Insider. Процитовано 1 червня 2017.
30. ↑  Terms and conditions. BlackRock.
31. ↑  Weinbar, Sharon (29 березня 2018). How big money can drive diversity in venture capital – TechCrunch. techcrunch.com. Процитовано 30 березня 2018.
32. ↑  Sorkin, Andrew Ross (17 січня 2019). World's Biggest Investor Tells C.E.O.s Purpose Is the 'Animating Force' for Profits. The New York Times (амер.). ISSN 0362-4331. Процитовано 23 січня 2019.
33. ↑  Merced, Michael J. de la; Sorkin, Andrew Ross (15 жовтня 2018). Blackstone and BlackRock Chiefs Withdraw From Saudi Conference. The New York Times (амер.). ISSN 0362-4331. Процитовано 18 січня 2019.
34. ↑  Larry Fink's Letter to CEOs. BlackRock (англ.). Процитовано 16 січня 2020.
35. ↑  Sorkin, Andrew Ross (14 січня 2020). BlackRock C.E.O. Larry Fink: Climate Crisis Will Reshape Finance. The New York Times (амер.). ISSN 0362-4331. Процитовано 16 січня 2020.
36. ↑  Nacu-Schmidt, Ami. Media and Climate Change Observatory Monthly Summary: If you think you've heard this story before, you haven't seen anything yet - Issue 37, January 2020. scholar.colorado.edu.
37. ↑  Murphy, Paul P. (29 травня 2020). Three police officers appeared to kneel on George Floyd in new video. CNN. Процитовано 12 червня 2020.
38. ↑  Color of Change Calls on Larry Fink to Stop Supporting NYC Police Foundation. Institutional Investor (брит.). 11 червня 2020. Процитовано 12 червня 2020.
39. ↑  The ten trillion dollar man: how Larry Fink became king of Wall St. Financial Times. 7 жовтня 2021. Процитовано 6 квітня 2023.
40. ↑  Copeland, Rob (22 вересня 2014). Financial Elite's Offspring Start Their Own Hedge Funds. Wall Street Journal (амер.). ISSN 0099-9660. Процитовано 15 січня 2019.
41. ↑  A Second-Generation Fink Rises in Finance. The New York Times Company. 8 вересня 2008. Процитовано 28 січня 2010.
42. ↑  Lindsey Rae, Gjording (23 січня 2018). Larry Fink calls on CEOs to realize their companies' social responsibility. DW.com. Процитовано 3 листопада 2019.
43. ↑  iShares U.S. Aerospace & Defense ETF. BlackRock.com. 2019. Архів оригіналу за 3 листопада 2019. Процитовано 3 листопада 2019.
44. ↑  English, Carleton (20 вересня 2018). Larry Fink blitzed by war protesters at conference. New York Post. Процитовано 3 листопада 2019.
45. ↑  BlackRock's Larry Fink tells fellow CEOs that businesses are not 'climate police'. Washington Post (амер.). ISSN 0190-8286. Процитовано 8 травня 2022.
46. ↑  Azhar, Saeed (6 грудня 2021). BlackRock, Saudi asset manager Hassana sign deal for Aramco's gas pipelines. Reuters (англ.). Процитовано 29 липня 2023.
47. ↑  Larry Fink's Annual 2022 Letter to CEOs. BlackRock (англ.). Процитовано 8 травня 2022.
48. ↑  Brush, Silla (18 січня 2022). BlackRock CEO Says Nothing 'Woke' About Stakeholder Capitalism - BNN Bloomberg. BNN. Процитовано 29 липня 2023.
49. ↑  The dirty dozen: meet America's top climate villains. the Guardian (англ.). 27 жовтня 2021. Процитовано 19 жовтня 2022.
50. ↑  Golden Plate Awardees of the American Academy of Achievement. www.achievement.org. American Academy of Achievement.
51. ↑  2007. Academy of Achievement. Процитовано 18 січня 2022.
52. ↑  Appeal of Conscience Foundation to Honor Laurence D. Fink, Chairman and Chief Executive Officer of BlackRock, with 2015 Appeal of Conscience Award (Пресреліз). Cision PR Newswire.
53. ↑  Americas Society 35th Annual Spring Party Honoring Miguel Alemán Velasco and Laurence D. Fink. Americas Society / Council of the Americas.
54. ↑  BlackRock chairman Laurence Fink receives UCLA Medal. UCLA Newsroom.
55. ↑  Museum of American Finance to Honor Laurence D. Fink and Dr. Janet Yellen at 2019 Gala. Museum of American Finance.